# Hulla
La hulla es una roca sedimentaria orgánica, un tipo de carbón mineral que contiene entre un 80 y un 90 % de carbono[cita requerida]. Es dura y quebradiza, estratificada, de color negro y brillo mate o también graso. 
Su origen se encuentra en los bosques primitivos, principalmente de los períodos Carbonífero y Pérmico (final del Paleozoico), durante los que se dieron las condiciones ambientales adecuadas para desarrollar grandes extensiones boscosas. Como resultado del enterramiento y descomposición de la materia vegetal se produce su transformación por carbonización y compresión, formándose primero lignito y más tarde la hulla, procesos que han requerido millones de años. Es el tipo de carbón más abundante.
Presenta mayor proporción de carbono, menor porcentaje de humedad y mayor poder calorífico que el lignito.

## Variedades
Hay tres variedades:
- Hulla grasa, antiguamente al destilarla se obtenía gas de alumbrado.
- Hulla magra o seca, que se emplea como combustible. Su aspecto presenta bandas mate.
- Hulla semiseca: Es alternada con bandas brillantes.

## Usos
La hulla se utiliza principalmente para la generación de energía eléctrica y en la fabricación de acero.

### Coque
El coque (carbón metalúrgico o "carbón metálico") se utiliza como combustible en altos hornos de las acerías. Un buen coque debe tener excelentes propiedades de aglomeración, un alto contenido de carbono y un bajo contenido de azufre, fósforo y cenizas. El mejor coque sin mezclar es la hulla de volatilidad media de alta calidad. Sin embargo, dado que los carbones individuales con todas las propiedades necesarias son escasos, el coque suele ser una mezcla de hulla de alta volatilidad con cantidades menores de hulla de volatilidad media y baja.

### Carbón térmico
La hulla que carece de las cualidades necesarias para su uso como carbón metalúrgico se clasifica como carbón térmico. Se utiliza principalmente para la generación de energía eléctrica. El carbón térmico ideal se enciende fácilmente pero tiene un alto contenido calórico.

### Carbón activado
La hulla se utiliza para la producción de carbón activado. Primero se coquiza el carbón, eliminando los volátiles, y luego se trata con vapor para activarlo. También se han investigado procesos químicos para activar el coque producido a partir de la hulla.